# Kanu-Sport
Kanu-Sport ist die Zeitschrift des Deutschen Kanu-Verbandes und besteht seit 1920. Sie erscheint monatlich und hat eine verbreitete Auflage von 6275 Exemplaren (Stand: IVW 4/2024). Chefredakteur ist seit 1995 Dieter Reinmuth, stellvertretende Chefredakteurin seit 2016 Sabine Stümges.
Die Zeitschrift erscheint – bis auf eine kriegsbedingte Pause von 1944 bis 1947 – ununterbrochen und ist damit die älteste noch erscheinende deutsche Kanu-Zeitschrift. (1945 und 1946 erschien nachkriegsbedingt keine Kanuzeitschrift. Ab Mai 1947 gab der Verlag von Otto W. Bechtle in Stuttgart in Eigenregie das Nachrichtenblatt Kanusport, ab 1948 Kanusport-Nachrichten, zwischen Oktober 1948 und Februar 1949 kurzzeitig auch schon als Kanu-Sport, heraus; zunächst im Rhythmus der Papierzuteilungen gedruckt, bürgerte sich nach der Währungsreform 1948 im Juni 1948 die monatliche, 1951 die zweiwöchentliche Erscheinungsweise ein. Schon zuvor, im April 1948, hatte der Deutsche Kanuverband beschlossen, die bisher auf Süddeutschland beschränkte Zeitschrift zur „Fachzeitschrift des deutschen Kanusports“ und zum „Amtlichen Organ des Deutschen Kanu-Ausschusses“ zu erklären. Ende Dezember 1956 wurden die Kanusport-Nachrichten eingestellt, worauf der Deutsche Kanu-Verband ab Januar 1957 in Eigenregie den Kanu-Sport erscheinen ließ. Die zehn Jahrgänge Nachrichtenblatt Kanusport und Kanusport-Nachrichten werden in der Chronologie des Kanu-Sport nicht mitgezählt: der erste Nachkriegsjahrgang 1957 gilt als 26. Jahrg.)
Während die zehn Jahrgänge Nachrichtenblatt Kanusport und Kanusport-Nachrichten ab 1949 zweimal im Monat (jeweils 24 Nummern pro Jahr) erschienen, umfasst der Jahrgang 26 (1957) des Kanu-Sport 35 Nummern, die Jahrgänge 1958–1960 dann 34 Nummern pro Jahr; der Jahrgang 1961 hat 30 Nummern pro Jahr (ab 1961 war der ab 1951 als Geschäftsführer wirkende Hans Egon Vesper Geschäftsführer des DKV Schriftleiter von Kanu-Sport, ab 1972 Präsident des Propaganda- und Informations-Komitees der Internationalen Kanu-Föderation), die Jahrgänge 31–58 (1962–1989) schließlich wieder 24 Nummern pro Jahr; einzige Ausnahme ist 1984, in dem wegen eines Druckerstreiks die Hefte 13 und 14 als Doppelnummer erschienen. Seit dem 59. Jahrgang (1990) erscheint die Zeitschrift monatsweise.
Seit 2016 gibt die Redaktion zusätzlich einmal im Jahr die Zeitschrift SUP-Sport zum Stand-Up-Paddling heraus, die Postauflage der Zeitschrift beigelegt, aber auch separat vertrieben wird.
Das Themenspektrum des Kanu-Sport deckt die gesamte Breite des Kanusports vom Kanuwandern, Küstenpaddeln, Wildwasser bis hin zum Wettkampfsport ab. Inhaltliche Schwerpunkte sind Tourenberichte und Vorschläge für Kanufahrten in Deutschland, Europa und der ganzen Welt. Außerdem berichtet Kanu-Sport auch über die Aktivitäten des Deutschen Kanu-Verbandes und seiner 1.300 Vereine.
Im Jahr 2020 feierte das Magazin sein 100-jähriges Bestehen mit einer Sonderausgabe.